# Голиковка (станция)

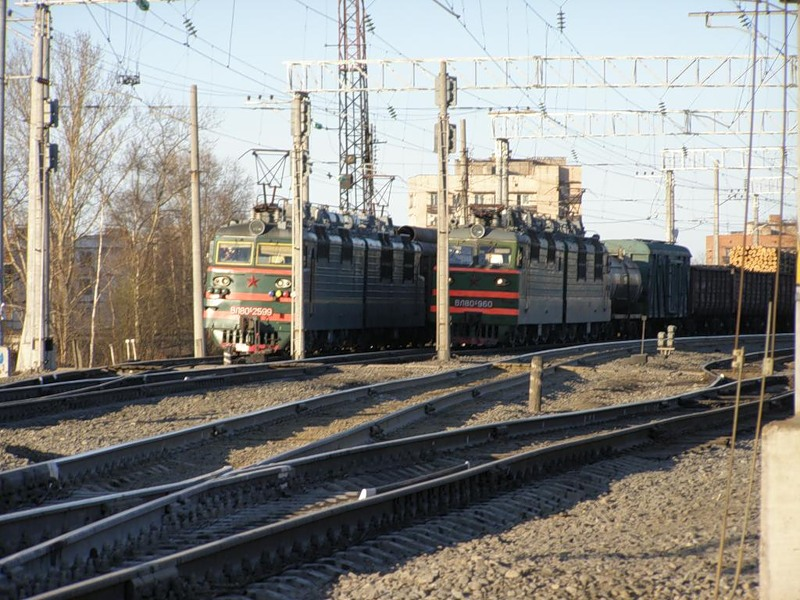
ВЛ80С-2599 и ВЛ80Т-960 на станции Голиковка. Северная горловина.

Голико́вка (фин. Karanmäki) — железнодорожная станция на 399,49 км линии Санкт-Петербург — Мурманск.

## Общие сведения
Станция расположена в одноимённом районе Петрозаводска. К станции примыкают два двухпутных перегона: Голиковка — Петрозаводск в чётном направлении и Голиковка — Онежский в нечётном направлении.

## История
Изначально — разъезд Голиковка Олонецкой железной дороги, с 1917 года — Мурманской (Кировской, затем Октябрьской) железной дороги.
В начале 1915 года Олонецкая железная дорога построила временные пути от станции Голиковка по Угольной улице и пустоши до Заводской площади и далее по Александровской улице до казённой пристани на Онежском озере. Они предназначались для доставки подвижного состава с пристани.
С 1916 года до постройки вокзала на станции Петрозаводск-пассажирская в 1955 году, на ней останавливались скорые, пассажирские и местные поезда.
На станции имелся вокзал. В связи с тем, что станция находилась на территории города и была ближе к центру, чем станция Петрозаводск, на ней выходило большинство пассажиров, едущих в Петрозаводск.
Постройки на станции принадлежали подразделениям железной дороги — мельница, конюшня, образцово-показательный огород с овощехранилищами Продслужбы дороги. В 1919 году на станцию из местечка «Рыбалка» (ныне городской район Рыбка) были перенесены жилые бараки службы продовольствия дороги (не сохранились).
16 ноября 1918 года была построена соединительная железнодорожная ветка до Онежского тракторного завода.
От станции до 1970-х годов шли подъездные пути к Онежскому тракторному заводу, которые впоследствии были разобраны, а подъездной путь к заводу стал идти от станции Онежский. А грузовая работа по ст. Голиковка с того времени (с 1970-х годов) была закрыта.
31 мая 2004 года на свалке на территории станции прошла арт-акция группы петрозаводских художников, посвящённая Дню работников культуры под названием «Станция Голиковка».
11 декабря 2009 года на станции был принят в эксплуатацию реконструированный пост электрической централизации из лёгких металлоконструкций.
По состоянию на 2023 год и уже на протяжении нескольких десятилетий, вокзала (зала ожидания для пассажиров, касс) на станции нет. На пассажирской платформе (платформа имеется только для поездов, следующих в четном/северном направлении) установлен[когда?] пассажирский павильон/навес, аналогичный навесам на автобусных остановках, а сама платформа рассчитана лишь на 6 вагонов.
В 2023 году у станции имелось два подъездных пути — к складам и к пилораме.

## Транспорт
По состоянию на 2025 год, на станции останавливается единственная ежедневная электричка № 6374 сообщением «Свирь — Петрозаводск-Пасс», а также электричка «Кондопога — Ладва». Периодически, дополнительным пассажирским поездам назначается техстоянка по станции Голиковка, и крайне редко (примерно раз в несколько лет) — тарифная остановка.

## Галерея

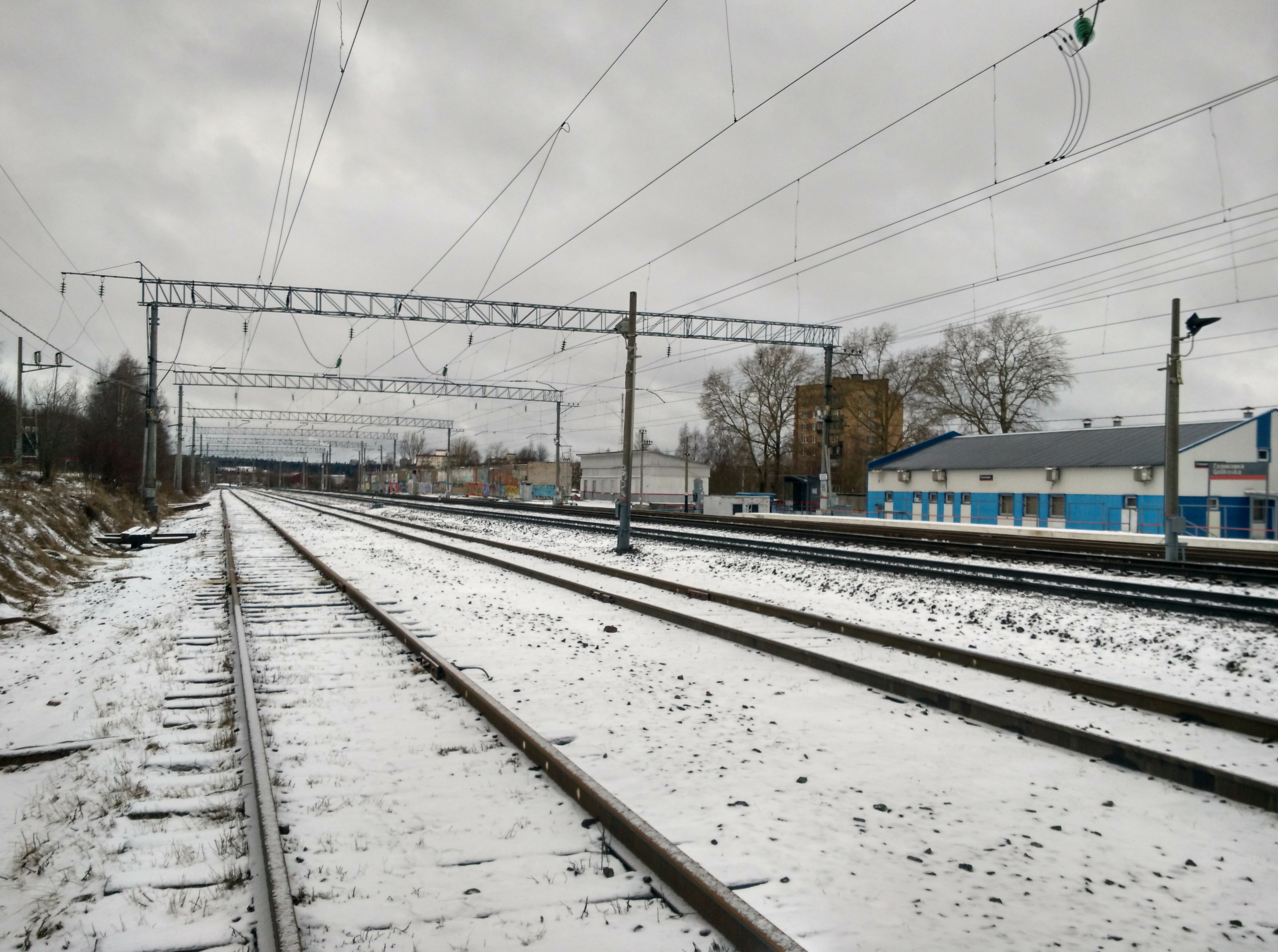
Вид в сторону серверной (западной) горловины
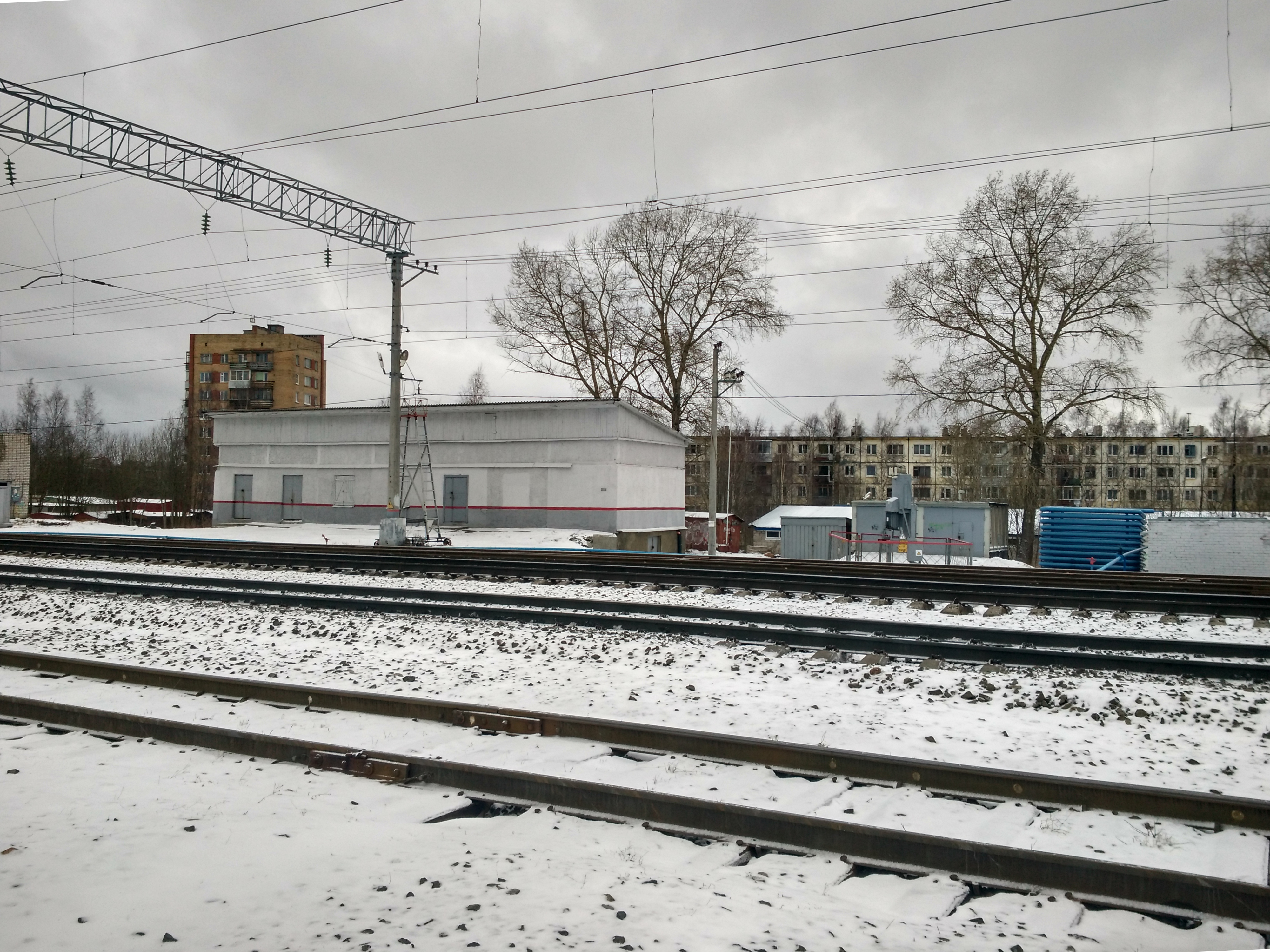
Станционные здания
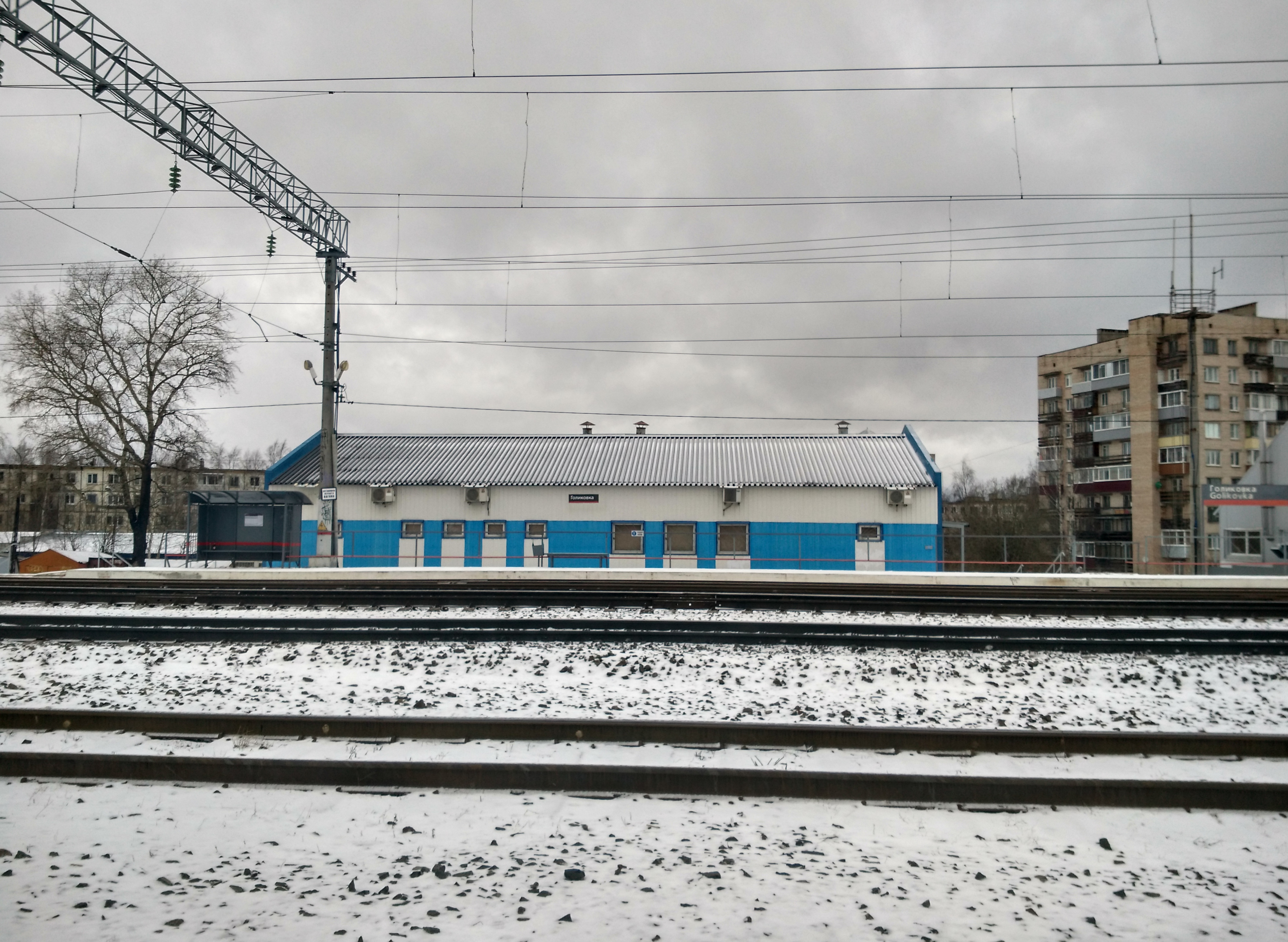
Вид на пассажирский павильон и платформу
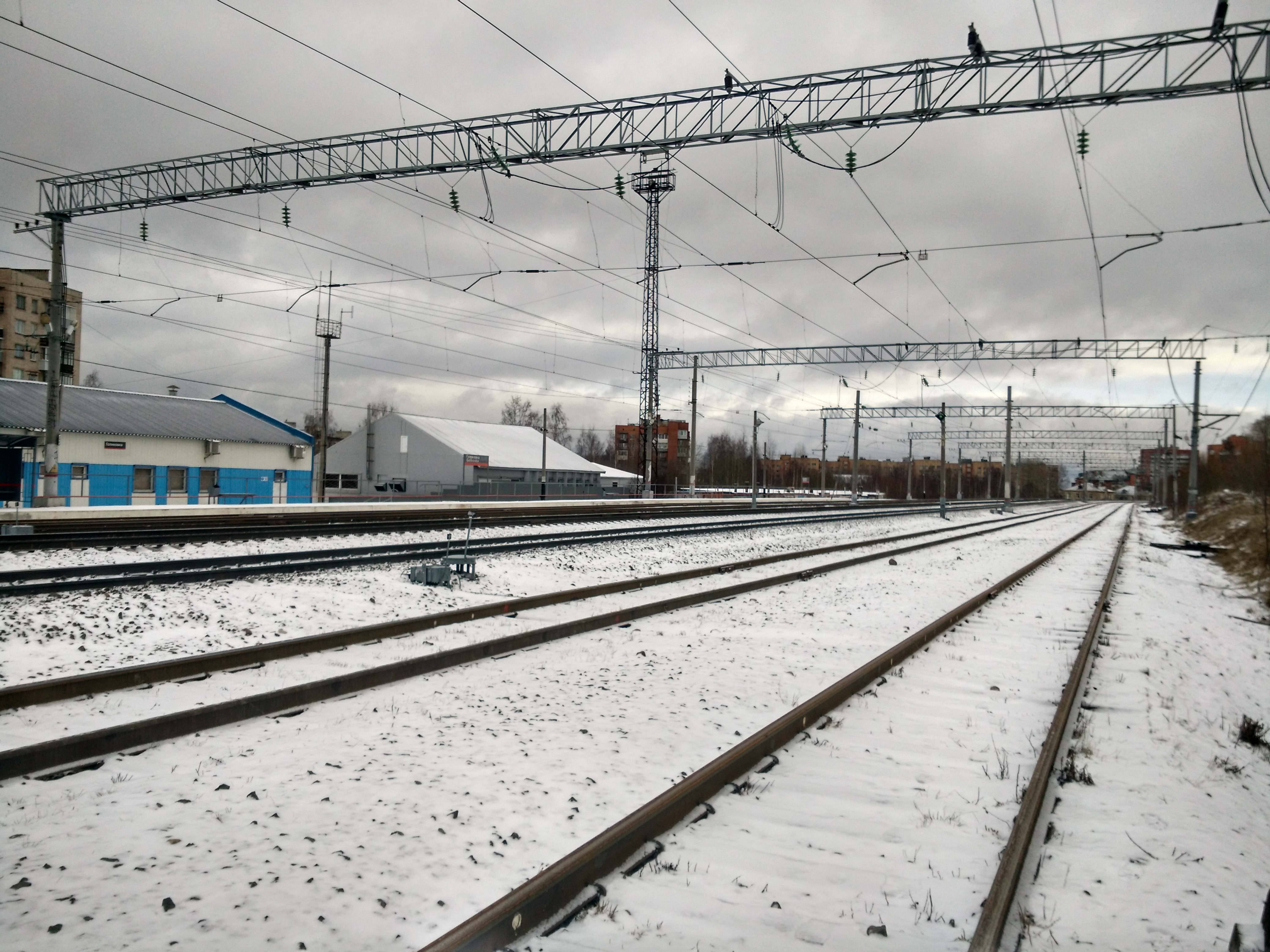
Вид в сторону южной (восточной) горловины